# Pervomàiskoie (Khankaiski)
Pervomàiskoie — Первомайское (rus) — és un poble del krai de Primórie, a l'Extrem Orient de Rússia, que en el cens del 2010 tenia 596 habitants. Es troba al districte rural de Khankaiski.